# Lena Hallengren

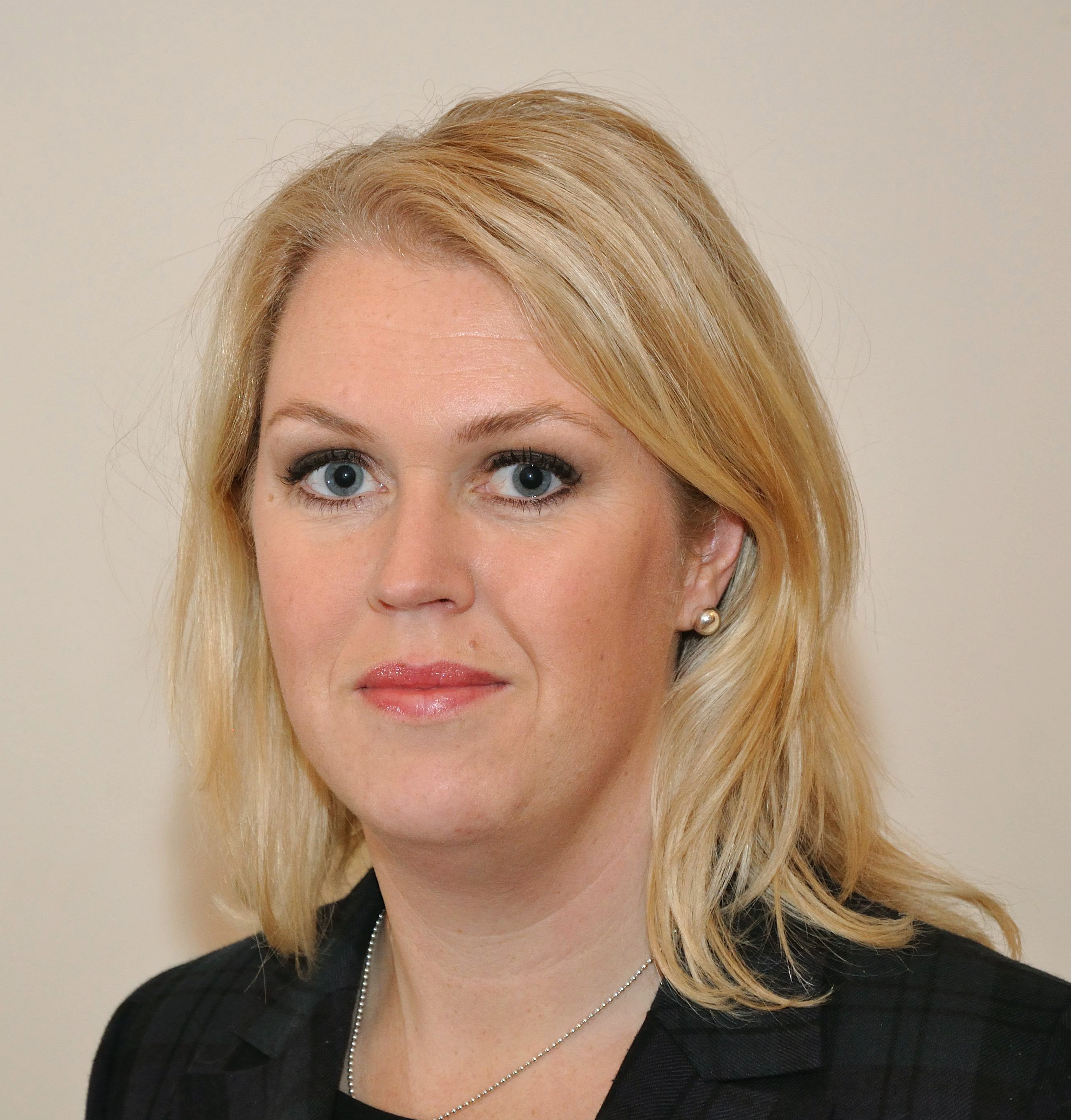
Lena Hallengren, 2011

Lena Hallengren (* 25. Dezember 1973 in Kalmar) ist eine schwedische Politikerin. Sie gehört der Sozialdemokratischen Arbeiterpartei Schwedens an. In der Regierung Löfven I war sie seit März 2018 Ministerin für Kinder, Senioren und Geschlechtergerechtigkeit. Vom 21. Januar 2019 bis Oktober 2022 war sie Ministerin für Gesundheit und soziale Angelegenheiten in der Regierung Löfven II, der Regierung Löfven III und der Regierung Andersson. Seit Oktober 2022 ist sie Fraktionsvorsitzende der Sozialdemokraten im Reichstag. 

## Persönlicher Werdegang
Lena Hallengren studierte von 1993 bis 1996 an der Universität Kalmar Erziehungswissenschaften und schloss das Studium 1996 mit einem Bachelor ab.
Sie lebt mit ihren beiden Kindern und ihrem Mann in ihrer Geburtsstadt Kalmar.

## Politischer Werdegang
Lena Hallengren begann ihre politische Karriere auf der lokalpolitischen Ebene: Zwischen 1997 und 1999 engagierte sie sich in der Lokalpolitik ihrer Heimatstadt Kalmar.
Sie verfügt über langjährige Erfahrung im Bereich der Exekutive auf nationaler Ebene und ist seit 2006 Mitglied des Reichstags. Dort gehörte sie von 2002 bis 2009 dem Ausschuss für Umwelt und Landwirtschaft an, von 2009 bis 2010 war sie Vorsitzende des Ausschusses für Verkehr und Kommunikation. Zwischen 2010 und 2014 hatte sie das Amt der Vizevorsitzenden des Ausschusses für Gesundheit und Wohlfahrtspflege inne und von 2014 bis 2018 leitete sie den Erziehungsausschuss im Reichstag.
Auch im Bereich der Exekutive hat Lena Hallengren bereits mehrfach Verantwortung übernommen.
Von 2002 bis 2006 war sie Ministerin für Vorschulerziehung, Jugend und Erwachsenenbildung. In der Regierung Löfven ist sie seit März 2018 Ministerin für Kinder, Senioren und Geschlechtergerechtigkeit.
Lena Hallengren gehört der Sozialdemokratischen Arbeiterpartei Schwedens an. Von 1999 bis 2002 war sie Vorsitzende der Jugendorganisation dieser Partei.

### Aufgaben in der Regierung Löfven
Zu den Aufgabenbereichen von Lena Hallengren als Ministerin für Kinder, Senioren und Geschlechtergerechtigkeit gehören Kinderrechte, Geschlechtergerechtigkeit, die Rechte und Unterstützung von Behinderten sowie die Fürsorge für Familien, Senioren und andere Einzelpersonen.

### Maßnahmen in der Regierung Löfven (Auswahl)
- UN-Kinderrechtskonvention als schwedisches Gesetz

Gleich zu Beginn von Lena Hallengrens Amtszeit im März 2018 brachte die Regierung Löfven einen Gesetzentwurf ein, der die UN-Kinderrechtskonvention zu einem schwedischen Gesetz machen soll. Um die Wirkung der Konvention zu verstärken, wurden in dem Gesetzentwurf auch eine Handreichung zur Umsetzung der Konvention, eine Bildungsinitiative und eine langfristige systematische Begleitung der Implementierung vorgeschlagen.
- ICMEO-Konferenz

Für Mai 2018 kündigte die Ministerin eine internationale Konferenz mit dem Schwerpunkt Männer und Chancengerechtigkeit (ICMEO – International Conference on Men and Equal Opportunities) in Stockholm unter ihrer Schirmherrschaft an. Die ICMEO-Konferenz hat in den letzten Jahren bereits in Deutschland, Österreich und Luxemburg stattgefunden. 2018 legt sie ihren Schwerpunkt auf die Rolle von Männern und Jungen in der Gleichstellungspolitik und die Anstrengungen, die in diesem Bereich für die Geschlechtergerechtigkeit unternommen werden.